# Trelly
Trelly is een plaats en voormalige gemeente in het Franse departement Manche in de regio Normandië. De plaats maakt deel uit van het arrondissement Coutances.

## Geschiedenis
Trelly werd op 1 januari 2019 een commune déléguée van Quettreville-sur-Sienne.

## Geografie
De oppervlakte van Trelly bedraagt 11,7 km², de bevolkingsdichtheid is 47,0 inwoners per km².
De onderstaande kaart toont de ligging van Trelly met de belangrijkste infrastructuur en aangrenzende gemeenten.

## Demografie
Onderstaande figuur toont het verloop van het inwonertal (bron: INSEE-tellingen).

Contrières · Guéhébert · Hérenguerville · Hyenville · Quettreville-sur-Sienne · Trelly